# NGC 4650A

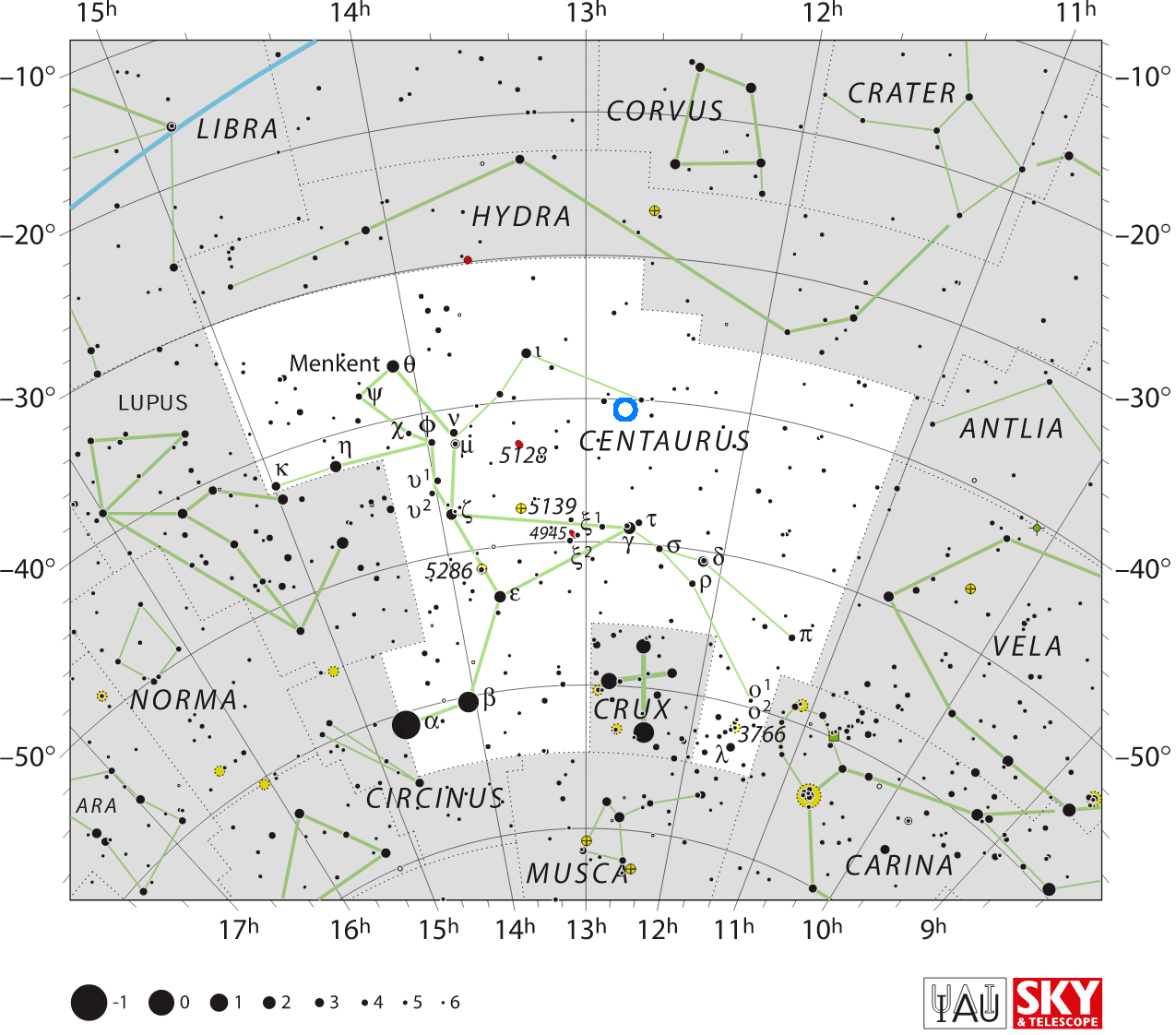
Vị trí của NGC 4650A trong chòm Bán Nhân Mã (vòng tròn nhỏ màu xanh lam)

NGC 4650A là một thiên hà vòng cực hình hạt đậu nằm trong chòm sao Bán Nhân Mã. Không nên nhầm lẫn thiên hà này với thiên hà xoắn ốc NGC 4650 (khi chúng đều có cùng khoảng cách bán kính). Thực tế, khoảng cách giữa hai thiên hà này tương đương 6 lần bán kính quang học của chính thiên hà NGC 4650.